# Elecciones municipales de 1979 en Sonseca
Las elecciones municipales de 1979 se celebraron en Sonseca el martes, 3 de abril, de acuerdo con el Real Decreto de convocatoria de elecciones locales en España dispuesto el 26 de enero de 1979 y publicado en el Boletín Oficial del Estado el día 27 de enero. Se eligieron los 13 concejales del pleno del Ayuntamiento de Sonseca mediante un sistema proporcional con listas cerradas y un umbral electoral del 5%.
La candidatura de Candidatos por la Democracia (CPLD) fue la lista más votada, pero con una distancia mínima con la de Unión de Centro Democrático (UCD), separándoles menos de 60 votos y teniendo ambos 6 concejales. Por detrás, el Partido Socialista Obrero Español (PSOE), que solo obtuvo 1 concejal.

## Resultados
A continuación se detallan los resultados completos:
|                      | Candidatos por la Democracia (CPLD)      | 1809  | 46.54  | 6  |
|                      | Unión de Centro Democrático (UCD)        | 1751  | 45,05  | 6  |
|                      | Partido Socialista Obrero Español (PSOE) | 327   | 8,41   | 1  |
| Papeletas en blanco  | Papeletas en blanco                      | 0     | 0.00   |    |
| Total                | Total                                    | 3,887 | 100,00 | 13 |
| Votos nulos          | Votos nulos                              | 68    |        |    |
| Abstenciones         | Abstenciones                             | 1289  |        | −  |
| Registro de votantes | Registro de votantes                     | 5,244 |        |    |
| Fuente:              |                                          |       |        |    |

## Concejales electos
| N.º | Nombre                       | Lista | Lista |
| --- | ---------------------------- | ----- | ----- |
| 1   | Vicente Sánchez Romero       |       | CPLD  |
| 2   | Manuel Gómez-Tavira Barbero  |       | UCD   |
| 3   | Manuel Dorado Martín         |       | CPLD  |
| 4   | Ángel Valentín Martín        |       | UCD   |
| 5   | Diego Martín García de Blas  |       | CPLD  |
| 6   | Fernando García Gómez        |       | UCD   |
| 7   | Jesús Puebla Molero          |       | CPLD  |
| 8   | Jesús Palencia García        |       | UCD   |
| 9   | Ángel Rojas Gómez            |       | CPLD  |
| 10  | Teodoro López del Pozo       |       | UCD   |
| 11  | Calixto Marín Ruiz           |       | PSOE  |
| 12  | Isidoro Peces Romero         |       | CPLD  |
| 13  | Félix Rodríguez-Malo Sánchez |       | UCD   |

## Investidura del alcalde
La ley electoral municipal española estableció una cláusula que declara que, si ningún candidato a alcalde conseguía reunir una mayoría absoluta de votos de los concejales del pleno en la sesión constitutiva de la nueva corporación para ser elegido para el cargo, el candidato de la mayoría del partido más votado sería automáticamente elegido para este.
El día 19 de abril de 1979, en la sesión constitutiva de la I Legislatura del Ayuntamiento de Sonseca, Candidatos por la Democracia (CPLD) y Partido Socialista Obrero Español (PSOE) se unieron y Vicente Sánchez Romero fue investido como el primer alcalde de la democracia en Sonseca.
| Candidato                   | Partido | Votos |
| --------------------------- | ------- | ----- |
| Vicente Sánchez Romero      | CPLD    | 7     |
| Manuel Gómez-Tavira Barbero | UCD     | 6     |
| Calixto Marín Ruiz          | PSOE    | 0     |